# 李祥 (瓊王)
李祥（？—905年），唐朝皇子，是唐昭宗的第十二子，生母不详。
光化元年（898年）十一月十九日，李祥被他父亲唐昭宗封为琼王。天祐二年（905年）二月初九日，朱温派蒋玄晖邀请德王李𥙿、棣王李祤、虔王李禊、沂王李禋、遂王李祎、景王李、祁王李祺、雅王李禛、琼王李祥，在九曲池喝酒。九王喝醉后，蒋玄晖把他们全部勒死，抛尸到九曲池中。